# Prosopocera sofala
Prosopocera sofala là một loài bọ cánh cứng trong họ Cerambycidae.